# 太原街街道
太原街街道，是中华人民共和国辽宁省沈阳市和平区下辖的一个街道办事处，东起和平大街，南起南五马路，西至胜利大街，北至北七马路。

## 行政区划
太原街街道下辖以下地区：
沈阳站社区、正大社区、环宇社区、五环社区、洪福社区、中华社区、联营社区、中山社区、八一社区、民族社区、铁军社区和枫景社区。